# جهاد الأطرش
جهاد الأطرش (21 يناير 1943) هو ممثل إذاعي وتلفزي، ومخرج إذاعي، ومؤدٍّ للتعليق الصوتي، والتلسين (الدبلجة).

## حياته
حاول دراسة ميكانيك الطيران وكان يرغب في أن يصبح طيارًا، اشترك في أول عمل إذاعي عام 1962 في تمثيلية بعنوان قلب في عاصفة، وأول تمثيلية تلفازية في عام 1963 بعنوان ابن شارع.
اشترك في عشرات المسلسلات والبرامج التلفازية مثل:
- حكمت المحكمة
- مسرح الحياة
- ستي الختيارة
- ليالي الأندلس
- كان يا ما كان
- دموع المهرج
- حكاية قصيدة
- الحاقد .
- بين الحقيقة والخيال
- رحلت ذات صباح
- سجين القلعة
- مجالس الأدب
- في ظلال الأدب

## أهم الأدوار التلفازية
- جنكيز خان
- الطبري
- ابن خلدون
- ابن سينا
- ابن طفيل
- الملك سيف بن ذي يزن
- أمرؤ القيس
- الخوارزمي وغيرها.
- تشيللو - الراوي. 2015[2]
- العاصي- البيت الأبيض بدور جواد الأبيض

وشارك في مئات المسلسلات والبرامج الإذاعية، وبعض المسرحيات.

## دبلجة المسلسلات الأجنبية
- أصحاب الكهف
- مريم المقدسة - زكريا[3]
- مسلسل غريب طوس ( مؤدي صوت الإمام الرضا عليه السلام)
- مسلسل موكب الإباء ( مؤدي صوت الإمام الحسين عليه السلام)
- أرض الطف - الحسين بن علي[4]

### دبلجة الرسوم المتحركة
- مغامرات الفضاء (دايسكي)
- الجائزة الكبرى (تاكايا)
- السبع المدهش (السبع المدهش)
- مغامرات ساسوكي
- ريمي الفتى الشريد (ديرسكول)
- ميمونة ومسعود (قروش)
- أساطير في قادم الزمان (رياض)
- بدايات مضيئة
- حكايات لا تنسى
- اسألوا لبيبة
- بوكيمون (الراوي)
- الفيلم الكارتوني أرض الطف
- بلال، بدور أبي بكر الصديق

## الجوائز[5][6]
| السنة | التصنيف                                 | الجائزة                                 | النتيجة |
| ----- | --------------------------------------- | --------------------------------------- | ------- |
|       | مكافحة العنف                            | جائزة الحكومات الأسترالية               | فوز     |
| 2001  | الجائزة الفضية لـ(جبيل وزرقة البحر)     | جائزة اتحاد الاذاعات العربية والتلفزيون | فوز     |
| 2003  | الجائزة الذهبية لـ(مدينة الشمس - بعلبك) | جائزة اتحاد الاذاعات العربية            | فوز     |
| 2003  | الجائزة الفضية لترويج (مريم المقدسة)    | جائزة اتحاد الاذاعات العربية والتلفزيون | فوز     |

## وصلات خارجية
- جهاد الأطرش على موقع IMDb (الإنجليزية)
- جهاد الأطرش على موقع قاعدة بيانات الأفلام العربية
- جهاد الأطرش على موقع ANN person (الإنجليزية)
- جهاد الأطرش  في شبكة أخبار الأنمي
- جهاد الأطرش  على فيسبوك.